# نسخ جغرافي متماثل
يحسن نظام النسخ الجغرافي المتماثل توزيع البيانات عبر شبكات بيانات موزعة جغرافيًا. ويتيح هذا الأمر تحسين تجربة المستخدم النهائي لتطبيقات البيانات الثقيلة مثل بوابات ويب. ويمكن تحقيق النسخ الجغرافي المتماثل باستخدام البرمجيات والأجهزة، أو مزيج من الاثنين.

## برمجيات النسخ الجغرافي المتماثل
برمجيات النسخ الجغرافي المتماثل هي تكنولوجيا لتحسين أداء الشبكة تم تصميمها لتوفير وصول أفضل للبوابة أو محتوى الإنترانت لاستخدامها في الأجزاء الأبعد في المؤسسات الكبيرة. فهذه التكنولوجيا تقوم على مبدأ تخزين نسخ متماثلة كاملة من محتوى البوابة على الخوادم المحلية، ومن ثم حفظ المحتوى محدثًا على هذه الخوادم باستخدام تحديثات البيانات المضغوطة بشكل كبير.

### تسريع البوابة
تُستخدم تقنيات النسخ الجغرافي المتماثل لتوفير نسخ متماثلة لمحتوى البوابات، والشبكات الداخلية، وتطبيقات الشبكة، والمحتوى، والبيانات بين الخوادم، عبر شبكات الاتصال واسعة النطاق (WAN) للسماح للمستخدمين على المواقع البعيدة بالوصول إلى المحتوى المركزي بنفس سرعات (LAN).
كما يمكن للنسخ الجغرافي المتماثل أن يزيد بشكل كبير من أداء شبكات البيانات التي تعاني من معدل نقل البيانات المحدود، وزمن انتقال محدود، وانقطاع دوري. ويمكن نسخ تيرابايت من البيانات بكفاءة على شبكة اتصال واسعة مما يعطي المواقع البعيدة وصولاً سريعًا لتطبيقات الشبكة.
وتستخدم حلول النسخ الجغرافي المتماثل مزيجًا من تقنيات ضغط البيانات والتخزين المؤقت للمحتوى. ويمكن أيضًا توظيف تقنيات تمييز للحد بشكل كبير من حجم البيانات التي يجب أن تنتقل للحفاظ على دقة محتوى البوابة عبر جميع الملقمات. يقلل ضغط التحديث بشكل كبير من الحمل الذي تحدثه حركة مرور البوابة على الشبكات، وتحسين تجربة المستخدم النهائي للبوابة بشكل كبير من خلال تسريع أدائها.

### النسخ المتماثل للبوابة
سيعاني مستخدمو بوابات الشبكة عن بعد وبيئات التعاون بصورة متكررة من مشاكل معدل نقل بيانات الشبكة وزمن الانتقال التي ستبطئ عملية فتح الملفات وإغلاقها أو التفاعل مع البوابة. وتنتشر تكنولوجيا النسخ الجغرافي المتماثل لتسريع أداء المستخدم النهائي عن بعد ليكون معادلاً لأداء المستخدمين الذين يصلون إلى البوابة محليًا في المكتب المركزي.

### تقنيات تمييز المحرك
لتحقيق هذا التخفيض في حجم تحديثات البيانات المطلوبة عبر البوابة، فإن أنظمة النسخ الجغرافي المتماثل غالبًا ما تستخدم تقنيات تمييز المحرك. فهذه الأنظمة قادرة على تمييز محتوى كل خادم بوابة وصولاً إلى مستوى البايت. فمعرفة المحتوى الفعلي على كل خادم تمكن النظام من إعادة بناء أية تغييرات على المحتوى على خادم واحد، عبر كل الخوادم الأخرى في النشر من المحتوى المضاف بالفعل على هذه الخوادم الأخرى. وهذا النوع من أنظمة التمييز يضمن عدم إرسال أي محتوى، على مستوى البايت، إلى الخادم مرتين.

### النسخ المتماثل للبوابة على الأجهزة الدفترية دون اتصال
غالبًا ما يتم توسيع أنظمة النسخ الجغرافي المتماثل لتحقيق نسخ متماثل خارج الخادم ويتمكن من الوصول لأجهزة الحاسوب الدفترية التي يستخدمها آحاد المستخدمين. خادم النسخ المتماثل الخاص بالحواسيب الدفترية يمكِّن المستخدمين المتنقلين من الحصول على نسخة كاملة وطبق الأصل من بوابة أعمالهم على جهاز حاسوب دفتري قياسي. ويمكن نشر هذه التكنولوجيا لتوفير الوصول في الميدان إلى محتوى البوابة عن طريق قوى المبيعات والقوى المقاتلة، على سبيل المثال.

## أنظمة النسخ الجغرافي المتماثل
| - أيورا - سينترجي - كوليغو كونتريبيوتر. 1. |